# Crosslauf-Europameisterschaften 2018
Die 25. Crosslauf-Europameisterschaften der EAA fanden am 9. Dezember 2018 bei Tilburg (Niederlande) statt. Tilburg war zum zweiten Mal nach 2005 Gastgeber der Wettbewerbe. Die Rennen wurden im Naturgebiet Beekse Bergen in der Nachbargemeinde Hilvarenbeek ausgetragen.

## Ergebnisse

### Männer

#### Einzelwertung
| Platz | Athlet              | Land | Zeit (min) |
| ----- | ------------------- | ---- | ---------- |
| 1     | Filip Ingebrigtsen  | NOR  | 28:49      |
| 2     | Isaac Kimeli        | BEL  | 28:52      |
| 3     | Aras Kaya           | TUR  | 28:56      |
| 4     | Kaan Kigen Özbilen  | TUR  | 29:04      |
| 5     | Napoleon Solomon    | SWE  | 29:12      |
| 6     | Yemaneberhan Crippa | ITA  | 29:14      |
| 7     | Polat Kemboi Arıkan | TUR  | 29:14      |
| 8     | Adel Mechaal        | ESP  | 29:20      |
| 9     | Marc Scott          | GBR  | 29:21      |
| 10    | Seán Tobin          | IRL  | 29:22      |

Von 88 gestarteten Athleten erreichten 85 das Ziel.
Teilnehmer aus deutschsprachigen Ländern:
- 23: Florian Orth (GER), 29:49
- 42: Simon Boch (GER), 30:25
- 56: Philipp Reinhardt (GER), 30:44
- 60: Konstantin Wedel (GER), 30:53
- 66: Andreas Vojta (AUT), 31:09
- 75: Timon Theuer (AUT), 31:48
- 76: Marco Kern (SUI), 31:54
- 80: Ilias Hernandez (SUI), 32:17
- 82: Florian Lussy (SUI), 32:38

Jannik Arbogast (GER) musste seine Teilnahme kurzfristig auf Grund eines Infektes absagen.

#### Teamwertung
| Platz | Land und Athleten                                                                                              | Gesamtpunktzahl und Einzelplatzierung |
| ----- | --- | ------------------------------------- |
| 1     | Türkei Aras Kaya Kaan Kigen Özbilen Polat Kemboi Arıkan Cihat Ulus                                             | 14 03 04 07 70                        |
| 2     | Vereinigtes Königreich Marc Scott Kristian Jones Dewi Griffiths Charlie Hulson Ross Millington Nick Goolab     | 34 09 12 13 17 30 47                  |
| 3     | Italien Yemaneberhan Crippa Daniele Meucci Nekagenet Crippa Ahmed El Mazoury Andrea Sanguinetti Marouan Razine | 37 06 11 20 29 48 DNF                 |

Insgesamt wurden sechzehn Teams gewertet. Die deutsche Mannschaft kam mit 121 Punkten auf den elften Platz, die Schweizer Mannschaft mit 238 Punkten auf den sechzehnten Platz.

### Frauen

#### Einzelwertung
| Platz | Athletin                  | Land | Zeit (min) |
| ----- | ------------------------- | ---- | ---------- |
| 1     | Yasemin Can               | TUR  | 26:05      |
| 2     | Fabienne Schlumpf         | SUI  | 26:06      |
| 3     | Karoline Bjerkeli Grøvdal | NOR  | 26:07      |
| 4     | Susan Krumins             | NED  | 26:16      |
| 5     | Jip Vastenburg            | NED  | 26:45      |
| 6     | Elena Burkard             | GER  | 26:53      |
| 7     | Charlotte Arter           | GBR  | 26:57      |
| 8     | Melissa Courtney          | GBR  | 26:59      |
| 9     | Pippa Woolven             | GBR  | 27:02      |
| 10    | Jess Piasecki             | GBR  | 27:03      |

Von 72 gestarteten Athletinnen erreichten 69 das Ziel.
Weitere Teilnehmerinnen aus deutschsprachigen Ländern:
- 19: Fabienne Amrhein (GER), 27:26
- 25: Caterina Granz (GER), 27:43
- 27: Deborah Schöneborn (GER), 27:47
- 31: Hanna Klein (GER), 27:53

#### Teamwertung
| Platz | Land und Athletinnen                                                                                           | Gesamtpunktzahl und Einzelplatzierung |
| ----- | --- | ------------------------------------- |
| 1     | Niederlande Susan Krumins Jip Vastenburg Maureen Koster Julia van Velthoven Jill Holterman                     | 20 04 05 11 21 68                     |
| 2     | Vereinigtes Königreich Charlotte Arter Melissa Courtney Pippa Woolven Jess Piasecki Kate Avery Verity Ockenden | 24 07 08 09 10 15 20                  |
| 3     | Deutschland Elena Burkard Fabienne Amrhein Caterina Granz Deborah Schöneborn Hanna Klein                       | 50 06 19 25 27 31                     |

Insgesamt wurden vierzehn Teams gewertet.

### U23-Männer

#### Einzelwertung
| Platz | Athlet         | Land | Zeit (min) |
| ----- | -------------- | ---- | ---------- |
| 1     | Jimmy Gressier | FRA  | 23:37      |
| 2     | Samuel Fitwi   | GER  | 23:45      |
| 3     | Hugo Hay       | FRA  | 23:48      |
| 4     | Ryan Forsyth   | IRL  | 23:49      |
| 5     | Patrick Dever  | GBR  | 24:05      |
| 6     | Tariku Novales | ESP  | 24:05      |
| 7     | Fabien Palcau  | FRA  | 24:06      |
| 8     | Emile Cairess  | GBR  | 24:07      |
| 9     | Louis Gilavert | FRA  | 24:11      |
| 10    | Adrián Ben     | ESP  | 24:12      |

Von 93 gestarteten Athleten erreichten 92 das Ziel.
Weitere Teilnehmer aus deutschsprachigen Ländern:
- 13: Markus Görger (GER), 24:17
- 33: Aaron Bienenfeld (GER), 24:56
- 34: Jannik Seelhöfer (GER), 24:57
- 38: Lukas Eisele (GER), 25:01
- 42: Luca Sinn (AUT), 25:07
- 90: Julian Kreutzer (AUT), 26:59

#### Teamwertung
| Platz | Land und Athleten                                                                                        | Gesamtpunktzahl und Einzelplatzierung |
| ----- | --- | ------------------------------------- |
| 1     | Frankreich Jimmy Gressier Hugo Hay Fabien Palcau Louis Gilavert Yann Schrub Yani Khelaf                  | 11 01 03 07 09 18 77                  |
| 2     | Vereinigtes Königreich Patrick Dever Emile Cairess Mahamed Mahamed Oliver Fox Paulos Surafel John Millar | 30 05 08 17 19 27 28                  |
| 3     | Spanien Tariku Novales Adrián Ben Amin Houkmi Pablo Sánchez Ignacio Fontes Andres Jimenez                | 42 06 10 26 37 55 62                  |

Insgesamt wurden sechzehn Teams gewertet. Die deutsche Mannschaft kam mit 48 Punkten auf den vierten Platz.

### U23-Frauen

#### Einzelwertung
| Platz | Athletin           | Land | Zeit (min) |
| ----- | ------------------ | ---- | ---------- |
| 1     | Anna Emilie Møller | DEN  | 20:34      |
| 2     | Anna Gehring       | GER  | 20:36      |
| 3     | Weronika Pyzik     | POL  | 20:46      |
| 4     | Chiara Scherrer    | SUI  | 20:48      |
| 5     | Celia Antón        | ESP  | 20:57      |
| 6     | Miriam Dattke      | GER  | 20:58      |
| 7     | Amy Griffiths      | GBR  | 21:04      |
| 8     | Carmela Cardama    | ESP  | 21:04      |
| 9     | Poppy Tank         | GBR  | 21:05      |
| 10    | Mathilde Senechal  | FRA  | 21:06      |

Von 70 gestarteten Athletinnen erreichten 69 das Ziel.
Weitere Teilnehmerinnen aus deutschsprachigen Ländern:
- 14: Lisa Tertsch (GER), 21:13
- 15: Lea Meyer (GER), 21:14
- 20: Flavia Stutz (SUI), 21:24
- 32: Svenja Pingpank (GER), 21:44
- 57: Lara Alemanni (SUI), 22:30

#### Teamwertung
| Platz | Land und Athletinnen                                                                                    | Gesamtpunktzahl und Einzelplatzierung |
| ----- | --- | ------------------------------------- |
| 1     | Deutschland Anna Gehring Miriam Dattke Lisa Tertsch Lea Meyer Svenja Pingpank                           | 22 02 06 14 15 32                     |
| 2     | Spanien Celia Antón Carmela Cardama Marta García Noemi Cano Paula González Maider Leoz Garciandia       | 25 05 08 12 33 60 61                  |
| 3     | Vereinigtes Königreich Amy Griffiths Poppy Tank Abbie Donnelly Dani Chattenton Lydia Turner Emily Moyes | 33 07 09 17 21 30 45                  |

Insgesamt wurden dreizehn Teams gewertet. Die Schweizer Mannschaft kam mit 81 Punkten auf den achten Platz.

### U20-Männer

#### Einzelwertung
| Platz | Athlet              | Land | Zeit (min) |
| ----- | ------------------- | ---- | ---------- |
| 1     | Jakob Ingebrigtsen  | NOR  | 18:00      |
| 2     | Ouassim Oumaiz      | ESP  | 18:09      |
| 3     | Elzan Bibić         | SRB  | 18:11      |
| 4     | Jake Heyward        | GBR  | 18:16      |
| 5     | Simen Halle Haugen  | NOR  | 18:18      |
| 6     | Mohamed Mohumed     | GER  | 18:27      |
| 7     | Mohamed-Amine Kodad | FRA  | 18:28      |
| 8     | Ayetullah Aslanhan  | TUR  | 18:45      |
| 9     | Nick Jäger          | GER  | 18:47      |
| 10    | Valentin Bresc      | FRA  | 18:47      |

Von 96 gestarteten Athleten erreichten 95 das Ziel.
Weitere Teilnehmer aus deutschsprachigen Ländern:
- 23: Dominik Müller (GER), 19:06
- 37: Jannik Weiß (GER), 19:15
- 42: Elias Schreml (GER), 19:19
- 57: Julien Stalhandske (SUI), 19:30
- 63: Albert Kokaly (AUT), 19:35
- 68: Bjarne Kölle (SUI), 19:40
- 72: Loris Pellaz (SUI), 19:48
- 80: Maurice Christen (SUI), 19:56
- 83: Nicola Hagger (SUI), 20:04
- 92: Yves Cornillie (SUI), 20:22

#### Teamwertung
| Platz | Land und Athleten                                                                                    | Gesamtpunktzahl und Einzelplatzierung |
| ----- | --- | ------------------------------------- |
| 1     | Norwegen Jakob Ingebrigtsen Simen Halle Haugen Håkon Stavik Jonatan Andersen Vedvik Simon Steinshamn | 28 01 05 22 59 74                     |
| 2     | Vereinigtes Königreich Jake Heyward Isaac Akers Matthew Willis Jack Meijer Tom Mortimer Rory Leonard | 30 04 12 14 28 32 71                  |
| 3     | Deutschland Mohamed Mohumed Nick Jäger Dominik Müller Jannik Weiß Elias Schreml                      | 38 06 09 23 37 42                     |

Insgesamt wurden 17 Teams gewertet. Die Schweizer Mannschaft kam mit 197 Punkten auf den fünfzehnten Platz.

### U20-Frauen

#### Einzelwertung
| Platz | Athletin          | Land | Zeit (min) |
| ----- | ----------------- | ---- | ---------- |
| 1     | Nadia Battocletti | ITA  | 13:46      |
| 2     | Delia Sclabas     | SUI  | 13:47      |
| 3     | Inci Kalkan       | TUR  | 13:48      |
| 4     | Jasmijn Lau       | NED  | 13:51      |
| 5     | Amelia Quirk      | GBR  | 13:57      |
| 6     | Carla Gallardo    | ESP  | 13:58      |
| 7     | Khahisa Mhlanga   | GBR  | 14:00      |
| 8     | Emma O’Brien      | IRL  | 14:01      |
| 9     | Sarah Healy       | IRL  | 14:03      |
| 10    | Famke Heinst      | NED  | 14:04      |

Von 88 gestarteten Athletinnen erreichten 86 das Ziel.
Weitere Teilnehmerinnen aus deutschsprachigen Ländern:
- 12: Sibylle Häring (SUI), 14:06
- 23: Lisa Oed (GER), 14:24
- 26: Carolina Hernandez-Pita (SUI), 14:27
- 34: Joceline Wind (SUI), 14:32
- 37: Paula Schneiders (GER), 14:34
- 38: Anneke Vortmeier (GER), 14:34
- 52: Laura Giudice (SUI), 14:47
- 54: Carina Reicht (AUT), 14:48
- 63: Aita Ammann (SUI), 15:01
- 64: Annasophie Drees (GER), 15:01
- 67: Klara Koppe (GER), 15:02

#### Teamwertung
| Platz | Land und Athletinnen                                                                                       | Gesamtpunktzahl und Einzelplatzierung |
| ----- | --- | ------------------------------------- |
| 1     | Vereinigtes Königreich Amelia Quirk Khahisa Mhlanga Grace Brock Cari Hughes Anna Macfadyen Tiffany Penfold | 23 05 07 11 13 20 36                  |
| 2     | Niederlande Jasmijn Lau Famke Heinst Roos Blokhuis Diane van Es Jasmijn Bakker Anna Hightower              | 28 04 10 14 29 40 51                  |
| 3     | Türkei Inci Kalkan Emine Akbingöl Derya Kunur Sabriye Güzelyurt                                            | 39 03 17 19 78                        |

Insgesamt wurden 15 Teams gewertet. Die Schweizer Mannschaft kam mit 40 Punkten auf den vierten Platz, die deutsche Mannschaft mit 98 Punkten auf den achten Platz.

### Mixed-Staffel
| Platz | Land und Athleten                                                                | Zeit (min) |
| ----- | -------------------------------------------------------------------------------- | ---------- |
| 1     | Spanien Saúl Ordóñez Esther Guerrero Víctor Ruiz Solange Pereira                 | 16:10      |
| 2     | Frankreich Alexis Miellet Rénelle Lamote Mahiedine Mekhissi Johanna Geyer-Carles | 16:12      |
| 3     | Belarus Arzjom Lohisch Ilona Iwanowa Sjarhej Platonau Wolha Nemahaj              | 16:21      |